# Сулфат
Сулфати се наричат солите и естерите на сярната киселина. Солите съдържат сулфатния анион SO42-. Повечето сулфати са разтворими във вода, изключение от това правило са калциев, стронциев, бариев сулфат и оловен сулфат, които са малко разтворими. Алтернативно наименование на сулфатите, използвано в древността и средновековието, е витриоли.
Двойни соли от типа MIMIII(SO4)2·12H2O се наричат стипци (Пример: KAl(SO4)2·12H2O – калиева стипца).
По известни сулфати са калциев сулфат (гипс), меден сулфат (син камък), железен сулфат (зелен камък), магнезиев сулфат (английска сол), натриев сулфат (глауберова сол). Примери за органични сулфати са натриев лаурилсулфат (съставка на шампоани), етилсулфат, диетилсулфат.
В аналитичната химия сулфатните аниони се доказват с бариеви соли подкиселени със солна киселина, при което се получава утайка от бариев сулфат. Солната киселина се добавя, тъй като карбонатните и сулфидните аниони също образуват утайка с бариевите йони, която обаче е разтворима в кисела среда за разлика от бариевия сулфат.
Сярната киселина образува и други вид соли, наречени хидрогенсулфати (още бисулфати или кисели сулфати), които съдържат хидрогенсулфатен анион HSO4-. Хидрогенсулфатите имат кисел характер, тъй като хидрогенсулфатният анион е средно силна киселина (виж сярна киселина). Те могат да се използват за подкиселяване на разтвори и др.